# Elmer Drew Merrill
Elmer Drew Merrill, född 15 oktober 1876 i Auburn, Maine, död 25 februari 1956 i stadsdelen Forest Hills i Boston, Massachusetts, var en amerikansk botaniker, specialiserad på södra och östra Asien, samt Oceaniens flora.

## Biografi
Merrill erhöll kandidatexamen vid University of Maine 1898 och arbetade som botaniker för USA:s jordbruksdepartement i Filippinerna mellan 1902 och 1923. Han återvände till USA för att arbeta som dekanus vid jordbruksinstitutet vid University of California, Berkeley. År 1929 flyttade Merrill till New York och blev professor i botanik vid Columbia University. Han var även direktör för New York Botanical Garden mellan 1929 och 1935, År 1936 blev han direktör för Arnold Arboretum vid Harvard University, en post han hade fram till pensioneringen 1946.
Merrill är känd för sina omfattande studier av taxonomin för asiatiska växter. Bland hans verk märks Flora of Manila publicerad 1912 och The Enumeration of Philippine Flowering Plants som publicerades i omgångar mellan 1922 och 1926. Hans sista verk, The Botany of Cook's Voyages publicerades 1954.
Auktorsnamnet Merr. kan användas för Elmer Drew Merrill i samband med ett vetenskapligt namn inom botaniken; se Wikipediaartiklar som länkar till auktorsnamnet.